# Vemb Station
Vemb Station er en dansk jernbanestation i stationsbyen Vemb i Vestjylland. Stationen ligger på den vestjyske længdebane mellem Esbjerg og Struer og er desuden endestation for Lemvigbanen til Lemvig og Thyborøn.
Stationsbygningen er opført i 1880.

## Galleri
- Wikimedia Commons har flere filer relateret til Vemb Station

- Stationsbygningen.
- Moderne venteskur.
- Perron for tog mod Struer.
- Stationen set fra øst.
- Gammel læssevej.
- Y-tog ankommer fra Thyborøn.